# Błażej Koza
Błażej Koza (ur. 1994 w Sosnowcu) – polski klarnecista i saksofonista, multiinstrumentalista, muzyk sesyjny, kompozytor.

## Historia
Absolwent Państwowej Szkoły Muzycznej I Stopnia im. Fryderyka Chopina w Będzinie oraz Państwowej Szkoły Muzycznej II Stopnia im. Jana Kiepury w Sosnowcu..

## Albumy
| Tytuł             | Dane dot. albumu                                  |
| ----------------- | ------------------------------------------------- |
| Dla Pani Wszystko | Makabunda - Data: 2014 - Wydawca: Artakcja        |
| Regrowth          | HABAKUK - Data: 2015 - Wydawca: MYSTIC Production |